# Sidonius von Passau
Sidonius (* / † unbekannt) war von ca. 754 bis 763/764  der dritte  Bischof von Passau.
Sidonius tritt in einer Schenkungsurkunde des Passauer Domstifts auf. Er war ein Mönch aus Irland, der sich als wissenschaftlich hochstehender Theologe auszeichnete und wohl zum Kreis um den späteren Salzburger Bischof Virgil gehörte.